# Психопати
„Психопати” је југословенски ТВ филм из 1974. године. Режирао га је Бранко Иванда а сценарио је написао Иван Кусан по делу Антона Чехова.

## Улоге
| Глумац              | Улога |
| ------------------- | ----- |
| Ивица Видовић       | Син   |
| Љубо Капор          | Отац  |
| Ета Бортолаци       |       |
| Хелена Буљан        |       |
| Вјера Жагар Нардели |       |
| Зденка Трах         |       |
| Мирјана Мајурец     |       |